# Molophilus (Molophilus) czizeki
Molophilus (Molophilus) czizeki is een tweevleugelige uit de familie steltmuggen (Limoniidae). De soort komt voor in het Palearctisch gebied.